# Fosterella micrantha
Fosterella micrantha är en gräsväxtart som först beskrevs av John Lindley, och fick sitt nu gällande namn av Lyman Bradford Smith. Fosterella micrantha ingår i släktet Fosterella och familjen Bromeliaceae. Inga underarter finns listade i Catalogue of Life.

## Bildgalleri

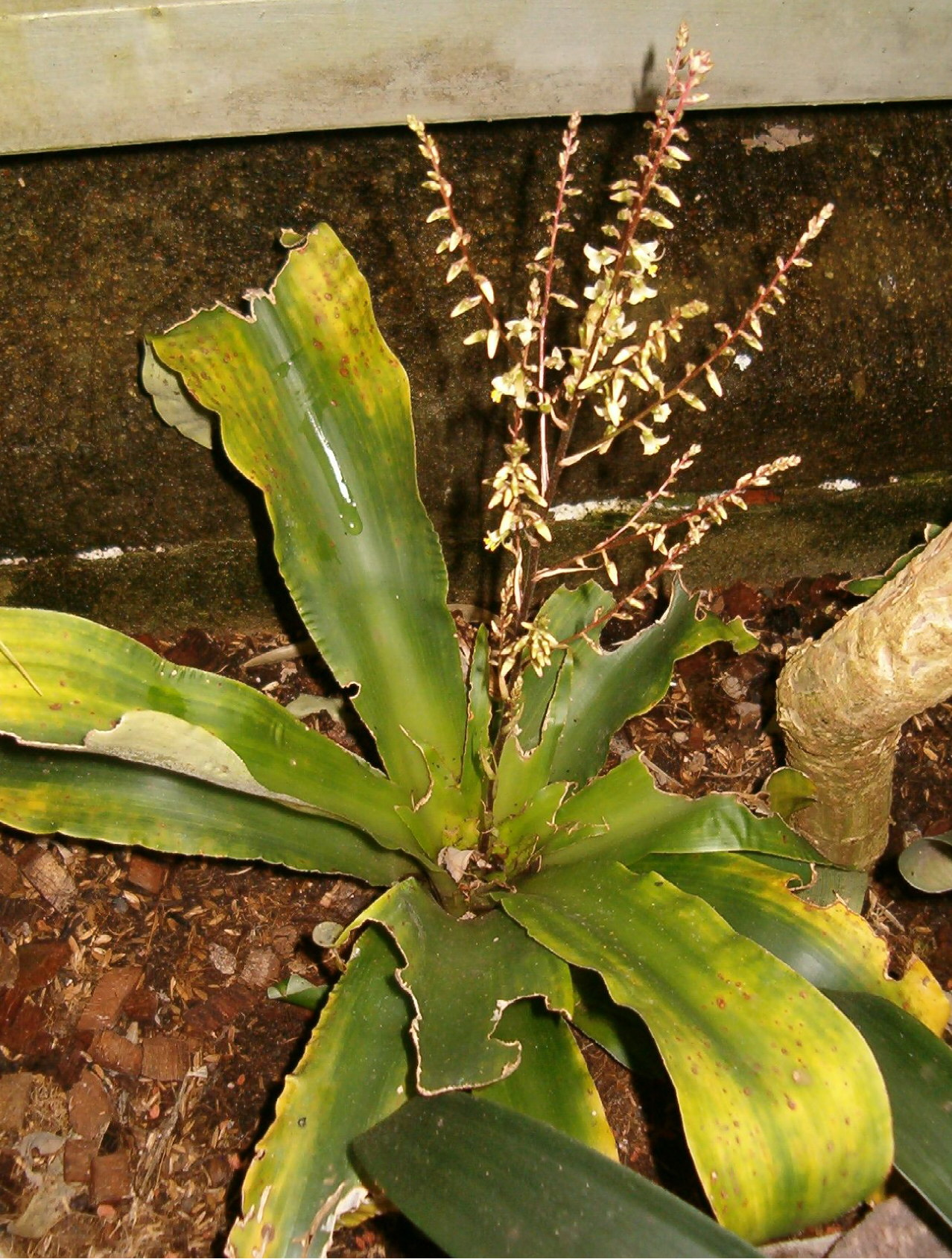
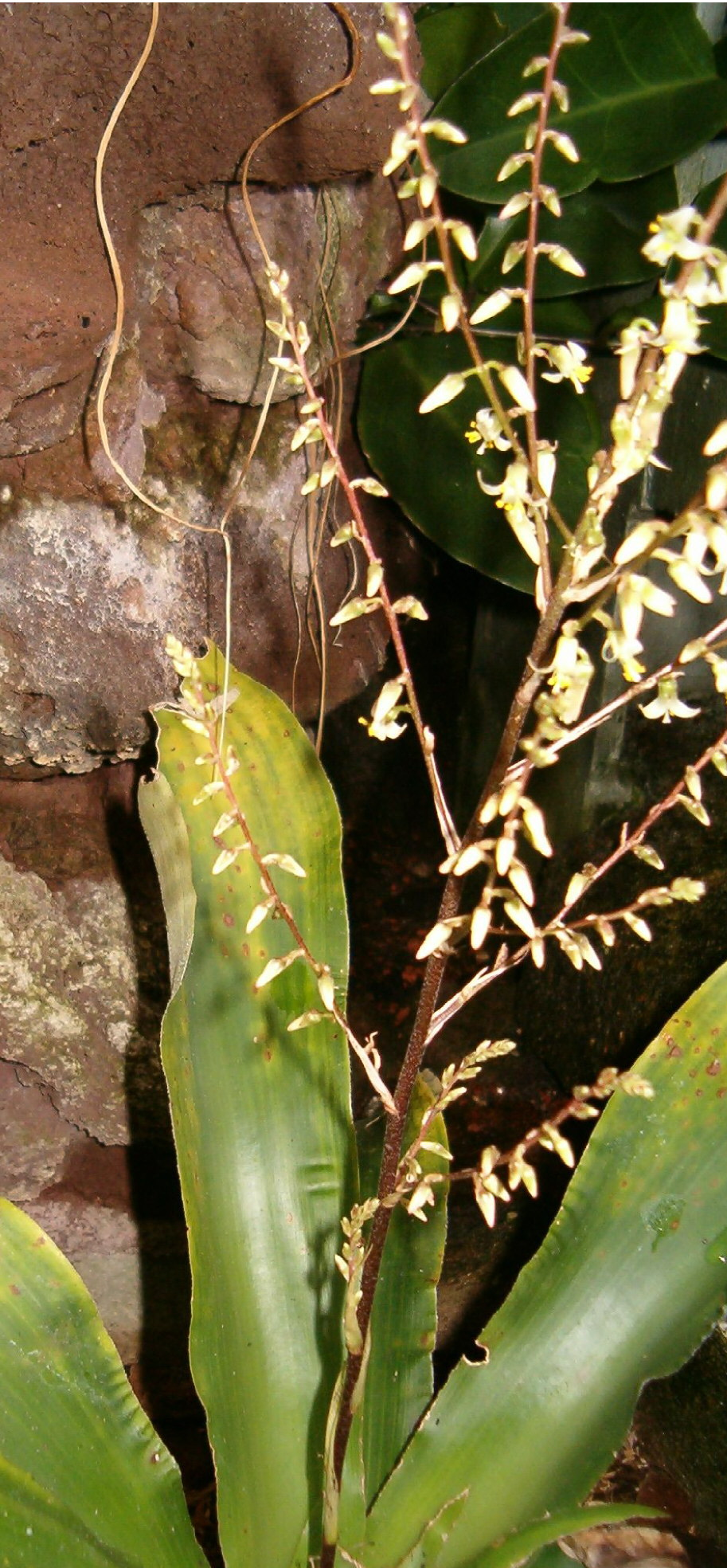